# Баничур
Баничур или Баг-чур — согдийский князь тюркского происхождения, который являлся наместником ихшида Согда в округе Маймург в области Самарканда и позже наместником арабов в Тохаристане. Основатель правящей тюркской династии Баничуридов.

## Происхождение и потомки
Баничур являлся вторым сыном ихшида Согда Гурека и младшим братом последнего ихшида Согда Тургара.
В сочинении ан-Насафи были найдены сведения о 9 поколениях потомков царя Согда Гурека. Родословная потомков Баничура (Баг-чура) свидетельствует о том, что все они были тюрками. Известно, что в эпоху Тюркского каганата согдийская знать вошла в состав высшей тюркской иерархии, а в результате происходит тесное этнокультурное взаимосближение согдийцев и тюрков, что выражалось в наличии большого количества смешанных браков не только среди знати, стремившейся вступать в родство с представителями тюркской аристократии, но и среди простого народа.
Из данных раннемусульманской нумизматики и письменных источников в научной литературе хорошо известна династия тюркских правителей, условно называемых Баничуридами или Абу Давудидами, многочисленные представители которой правили на протяжении всего IX века в различных городах и областях Северного и Южного Тохаристана. Родоначальник этой династии, Баничур, был современников халифов ал-Мансура и ал-Махди, и согласно данным исследователей, он на самом деле носил имя Баг-чур и был не кем иным как сыном царя Согда Гурека. Нумизматические источники свидетельствуют о существовании родственных связей между династиями правителей Согда и Тохаристана в VI—VII веках.
Арабы ликвидировав власть ихшида в Согде, в 812/813 году назначили на его место его же родственника (племянника) из Тохаристана Давуда ибн Баничура (Баг-чура).

## Имя
Баничур упоминается в китайских источниках под именем Мо-чжо. Это имя в китайской передаче реконструируется как Мочур и возводится к древнетюркскому имени Баг-чур или Бог-чур, зафиксированному в рунических надписях и тибетских документах, и следовательно, его имя должно быть, как полагается, зафиксировано в средневековых арабоязычных источниках именно в этой или близкой к ней форме.
Исследуя новое издание и парижскую рукопись сочинения ан-Насафи, исследователям удалось обнаружить некоторые данные, проливающие свет на дальнейшую судьбу младшего сына Гурека, который действительно носил тюркское имя Баничур (или Баг-чур).

## История
Согласно китайским источникам, в 731 году Гурек отдал своему сыну Мо-чжо (Баничуру) во владение округ Маймург в области Самарканда. В данных источниках зафиксированы приезды в течение 713—744 годы многочисленных посольств от владетеля Маймурга с дарами к китайскому Двору. В 744 году было зафиксировано прибытие последнего его посольства, когда Мо-чжо (Баничуру) и его супруге катун были пожалованы почётные титулы.
В отличие от своего брата Тургара, Багчур сначала отказался принять ислам и бежал от арабов в Китай. По данным исследователя, это могло произойти в 744 году, когда к китайскому Двору, наряду с многочисленными посольствами из других владений Средней Азии, прибыло и посольство от владетеля Маймурга, который принадлежал младшему сыну Гурека, Мо-чжо, то есть Баничуру (Баг-чуру). Считается, что он сам возглавил это своё последнее посольство в Китай, куда он прибыл со своей супругой уатун (хатун), после чего не вернулся в Согд, а на обратном пути остался при дворе царя Ферганы в Кашгаре. Там он пребывал около десяти лет, до начала правления халифа ал-Мансура, после чего был отправлен в Самарканд для переговоров с арабами. Здесь арабы вновь предложили ему принять ислам, но он наотрез отказался. За это он был заключён в тюрьму, где находился до времени правления халифа ал-Махди. После того как он принял ислам и был освобождён из тюрьмы, арабы назначили его правителем Тохаристана, где именно к этому времени ими была ликвидирована власть тюркской династии верховных правителей Тохаристана, носивших титул йабгу или джабгу. Таким образом, арабы, отстранив карлукского йабгу от власти в Тохаристане, после 779/780 года назначили на его место его же родственника из Согда.